# Банашек, Алан
Алан Банашек (пол. Alan Banaszek; род. 30 октября 1997, в Варшаве, Польша) — польский профессиональный  трековый и шоссейный велогонщик, выступающий за профессиональную континентальную команду CCC Sprandi Polkowice.

## Достижения

### Шоссе
2015
1-й  - Чемпион Европы — Групповая гонка (юниоры)
2016
1-й - Этап 3 Carpathian Couriers Race U23
4-й - Кубок министра обороны Польши
6-й - Мюнстерланд Джиро
5-й - Dookoła Mazowsza — Генеральная классификация
10-й - Чемпионат мира — Групповая гонка U23
2017
1-й - Гран-при Родоса
1-й - Memorial Grundmanna I Wizowskiego
1-й - Мемориал Хенрика Ласака
1-й  Тур Олимпийской Солидарности — Очковая классификация 
1-й - Этап 2
1-й - Этап 3 Тур Пястовского Пути
2-й - Memoriał Romana Siemińskiego
6-й - Мемориал Анджея Трохановского
9-й - Нокере Курсе

### Трек
2017
1-й  Чемпион Европы — Гонка по очкам